# 石船神社 (村上市)
石船神社（いわふねじんじゃ）は、新潟県村上市の神社。延喜式の式内社で、磐船郡８座の筆頭。
明治時代の近代社格制度では、新潟県最初の県社に列格した。

## 歴史
明神山の南麓に鎮座する。
648年（大化4年）以前に創建された磐舟柵の設置時に、もう既に存在していたというので、それよりも以前の創建ということになる。磐舟柵の位置は今も不明であるが、当社付近にあるという説もあり、昭和32・33年に考古学的な調査が進められ、石畳状をした石組遺構や住居跡などが発見され、この一帯が磐船柵跡に擬定されている。越後名寄に饒速日命が、『石船天磐船に乗り臨幸あり』と記されている。
807年（大同2年）、北陸道観察使の秋篠安人が社殿を建立した。そして、貴船神社(京都市左京区)の分霊を勧請し、合祀した。
正徳４年(1714)に、正一位の神階が授けられる。
神社には、神様が神様の世界から人の世界に降りてきたときのための船として「明神丸(お船様)」が祀られている。奈良県の矢田坐久志玉比古神社が航空交通の神様であるのに対して、海上交通の神様の意味合いが強いようである。

## 祭神
饒速日命(にぎはやひのみこと)、罔象女命(みずはのめのみこと)、高龗神(たかおかみのかみ)、闇龗神(くらおかみのかみ)。

## 境内社
- 若山社・金比羅社
- 明神権現社
- 大山祇社
- 古峯神社
- 岩船招魂社、他

## 文化財
- 石船神社社叢（新潟県指定天然記念物 昭和33年3月5日指定）[6]
- 石船まつりのしゃぎり曳行と「とも山」行事[7](新潟県指定無形民俗文化財 昭和63年3月25日指定[8])

## 交通アクセス
- JR羽越本線「岩船町駅」より徒歩40分
- JR羽越本線「村上駅」より岩船・塩谷行きバスで20分、「岩船神社前バス停」下車すぐ